# Torrubia
Torrubia község Spanyolországban, Guadalajara tartományban. Torrubia Tartanedo, Rueda de la Sierra, Pardos, Guadalajara és Rillo de Gallo községekkel határos. Lakosainak száma 26 fő (2024).

## Népesség
A település népessége az utóbbi években az alábbiak szerint változott:
| Lakosok száma | 43   | 39   | 36   | 29   | 25   | 25   | 23   | 19   | 23   | 26   |
|               | 2001 | 2004 | 2006 | 2009 | 2011 | 2014 | 2016 | 2019 | 2021 | 2024 |